# Isma’il al-Azhari
Isma’il al-Azhari (Sajjid) (arab. إسماعيل الأزهري; ur. 20 października 1900 w Omdurmanie, zm. 26 sierpnia 1969) – polityk sudański. Studiował matematykę na uniwersytecie amerykańskim w Bejrucie, który ukończył w 1930. Prezydent Sudanu od 8 lipca 1965 do 25 maja 1969. Premier kraju od 1 stycznia 1956 do 5 lipca 1956.